# قراز سيرا
قراز سيرا (الاسم العلمي: Pauxi koepckeae)، هو نوع من الطيور يتبع جنس قراز بوكسي ضمن فصيلة القرازية ضمن رتبة الدجاجيات. يستوطن بيرو.